# Ameira spinipes
Ameira spinipes är en kräftdjursart som beskrevs av Nicholls 1939. Ameira spinipes ingår i släktet Ameira och familjen Ameiridae. Inga underarter finns listade i Catalogue of Life.